# Cockpit
Et cockpit er betegnelsen på det sted i en flyvemaskine eller andre former for luftfartøjer, hvorfra piloten styrer sit fartøj: Her findes som minimum et enkelt sæde, hvor rattet eller styrepinden samt andre betjeningsgreb, instrumenter m.v. sidder inden for række- og synsvidde. Til større flyvemaskiner kræves af sikkerhedsmæssige grunde to piloter (tidligere tillige et tredje besætningsmedlem, flight engineer, som nu er overflødiggjort af moderne avionics), og i cockpittet på sådanne fly findes følgelig to sæder, typisk med hver sit sæt styregrej.
Selv i mindre sportsfly, som gerne må flyves af en "enlig" pilot, ses ofte to sæt individuelle styregrej (eller i enkelte tilfælde: styregrej der kan flyttes mellem to af flyets siddepladser): Dette benyttes ofte af flyveskoler til træningsflyvninger, hvor elev og instruktør typisk skiftes til at demonstrere/prøve bestemte manøvrer.

## Håndtag og betjeningsgreb i et cockpit
- Det væsentligste håndtag i cockpittet er enten et specielt flyrat/control column (af facon som et lidt kantet "U", bruges i visse små sportsfly og de fleste passager- og godstransportfly) eller en styrepind; en slags stort "joystick" der stikker op umiddelbart foran eller ved siden af piloten (bruges mest i jagerfly samt fly beregnet til aerobatics (kunstflyvning). Begge dele bruges til at styre flyets krængeror og højderor til at dreje flyet om hhv. længdeaksen (roll) og tværaksen (pitch) – dvs. flyets hældning til højre/venstre hhv. "næsens" stilling i forhold til horisonten.
- Rorpedalerne er koblet mekanisk sammen sådan, at når den ene pedal trædes ned, skubbes den anden op, og omvendt: Derigennem kan piloten med sine fødder betjene flyets lodrette sideror og dreje flyet om højaksen (yaw).
- Trimhjul: Den stilling som rattet eller styrepinden skal holdes i for at få flyet til at holde en fast flyvehøjde, varierer med flyvefarten, flyets totalvægt samt luftens beskaffenhed. For at piloten ikke hele tiden skal bruge armkræfter på at fastholde rattet/pinden i denne stilling, kan man med trimhjulet populært sagt "justere nulpunktet" for højderoret, så der hverken skal hives i eller skubbes til rattet/pinden for at holde flyvehøjden.
- Et gashåndtag (udtrykkeligt håndbetjent) gør det ud for "speeder": I fly med mere end én motor sidder der ét gashåndtag for hver motor.
- Mange fly har flere forskellige brændstoftanke at "vælge imellem" – og dertil også kontakter til at vælge hvorfra motoren/motorerne skal modtage sit brændstof.
- Betjeningsgreb for flaps og spoilers; styreflader på vingerne som ændrer disses flyveegenskaber efter behov. Flaps øger vingens evne til at producere løftekraft, mens spoilers forringer opdriften.
- Hvis flyets landingshjul er beregnet til at "foldes ind" når flyet ikke færdes på landjorden, findes der dels et håndtag til at "beordre" hjulene hhv. ind og ud, samt indikatorlamper der viser om hjulene er helt "ude" og parat til landing eller ej.

## Instrumenter i et cockpit
De mange instrumenter i cockpittet på et fly bruges dels til at overvåge selve flyvningen (retning, højde, fart osv.), dels til at overvåge tilstandene i de forskellige systemer der findes i flyet (motor, elektrisk system osv.). Her følger en oversigt over de vigtigste af dem:
- De seks primære flyveinstrumenter, som omfatter:
  - Fartmåler: Viser den fart hvormed flyet bevæger sig igennem den omgivende luft – ikke i forhold til terrænet.
  - Højdemåler: Viser flyvehøjden, typisk målt i engelske fod, over havniveauet (hvis ellers instrumentet er korrekt instillet i forhold til atmosfæretrykket)
  - Krængningsviser: Viser hvor meget flyet ændrer retning (over terrænet) pr. tidsenhed. "Skalaen" på dette instrument begrænser sig som regel til et par mærker der viser hvornår man drejer med 3° pr. sekund. Instrumentet har desuden et svingbart "lod", hvis hældning bruges som "rettesnor" når piloten foretager et sving (koordineret drej).
  - Kunstig horisont: Angiver flyets orientering i forhold til terrænet: En to-farvet kugle (typisk "himmel-blå" og "jord-brun") i instrumentet bevæger sig, så grænsen mellem blåt og brunt illustrerer horisonten.
  - Variometer (lodret-fartmåler): Viser om, og hvor hurtigt, maskinen stiger eller falder, almindeligvis udtrykt i engelske fod pr. minut.
  - Retningsgyro (eller gyrokompas): Viser flyets orientering i forhold til sand (geografisk) nord (ikke "nord" ifølge et magnetisk kompas med dets evt. misvisning).
- Motorrelaterede instrumenter, som orienterer om motorernes tilstand. Har flyet mere end én motor, findes flere af disse instrumenter i ét eksemplar for hver motor:
  - Brændstofmåler, samt typisk et instrument der angiver hvor meget brændstof der forbruges pr. tidsenhed.
  - Olietryk og -temperatur.
  - Omdrejningstæller – denne er som regel forsynet med en mekanisk tæller der angiver hvor mange (decimal-)timer flyets motor har været i gang. Dette tal bruges som grundlag for afregningen, når privatpiloter lejer et fly.
- Avionics
  - Autopilot, som kan påtage sig "rutineopgaver" som f.eks. at holde en bestemt højde eller flyve langs en bestemt rute.
  - Radio til almindelig kommunikation ("samtale-brug")
  - Radio til modtagelse af signaler for radionavigation, herunder evt. udstyr til Global Positioning System (GPS).
  - Transponder; en art radiosender der fortløbende udsender et identifikationsnummer (og for en del flys vedkommende også oplysning om aktuel flyvehøjde ifølge føromtalte højdemåler).
- Instrumenter til overvågning af andre systemer:
  - Amperemeter: Viser om der tappes strøm fra flyets batteri, eller om motoren og generatoren lader batteriet op.
  - Manometer: Krængningsviseren, retningsgyroen og den kunstige horisont virker ved hjælp af gyroer, og for at disse kan fungere korrekt, skal de arbejde i et lufttomt miljø. Derfor er de anbragt inde i en lufttæt beholder, hvor en pumpe sørger for at opretholde det fornødne vakuum. Et manometer viser trykket i denne beholder, og hvis viseren her populært sagt forlader den grønne zone, bør piloten være skeptisk overfor informationen fra de tre nævnte instrumenter.

En del af alle disse instrumenter, f.eks. højdemåleren, er så vigtige for at kunne gennemføre en sikker flyvning, at man har dubleret dem i tilfælde af at et af "eksemplarerne" skulle svigte eller vise sig upålideligt.

## Kombinerede instrumenter
Udviklingen i moderne elektronik har ført til udviklingen af elektroniske instrumenter som kombinerer flere forskellige informationer, typisk i et skærmbillede: Eksempler på dette er EFIS (Electronic Flight Information System) og HSI (Horizontal Situation Indicator): Sidstnævnte kombinerer højde- og fartmåler med den kunstige horisont og evt. med informationer fra flere af flyets navigationsinstrumenter.